# 宇部ジャンクション
宇部ジャンクション（うべジャンクション）は、山口県宇部市東岐波にある山陽自動車道 宇部下関線と山口宇部道路を結ぶジャンクションである。

## 概要
山陽自動車道 宇部下関線の接続に伴い、2001年（平成13年）3月11日に供用を開始した。
山口宇部道路に対して山陽自動車道がトランペット型に接続する構造となっている。山陽自動車道の基本計画では、当JCTから山陽自動車道の本線（広島方面）に延伸する計画となっている。
当JCTから山陽自動車道の宇部IC間の料金については山口宇部有料道路（現在の山口宇部道路）との一体徴収により山口県道路公社が嘉川・由良TBおよび宇部東・宇部南TBで徴収を行ってきたが、2012年（平成24年）3月28日に山口宇部有料道路が無料化されたことから、当JCT - 宇部IC間に新設された宇部TBにて徴収を行っている。

## 歴史
- 2001年（平成13年）3月11日 : 山陽自動車道 宇部下関線の宇部JCT - 下関JCT間の開通に伴い供用開始[1]。
- 2012年（平成24年）3月28日 : 山口宇部道路の無料化に伴い、宇部JCT - 宇部IC間に宇部TBを新設[2]。

## 接続する道路
- E2 山陽自動車道 宇部下関線
- E2 山口宇部道路

## 隣
E2 山陽自動車道 宇部下関線
(42)宇部JCT - 宇部TB - (43)宇部IC
E2 山口宇部道路
阿知須IC - (42)宇部JCT - 宇部東IC